# Вордінгборг
Вордінгборг (дан. Vordingborg) — місто в Данії, на південно-східному узбережжі острова Зеландія.

## Відомі жителі
- Мейр Арон Гольдшмідт (1819—1887) — данський письменник, драматург і ліберальний журналіст, побутописець данського єврейства.
- Карл Георг Ланге (1834—1900) — данський медик, фізіолог, психіатр, психолог, філософ.

| Данія | Це незавершена стаття з географії Данії. Ви можете допомогти проєкту, виправивши або дописавши її. |